# 巴萊四鬚魮
巴萊四鬚魮（學名：Barbonymus balleroides），又稱巴萊高體鲃，為輻鰭魚綱鯉形目鯉科下的一個種，分布於亞洲越南到印尼淡水流域，本魚體高而側扁，呈菱形，背部有隆起，頭小略呈三角形，吻短略突出，具觸鬚2對，體被中大型圓鱗，體色銀白色，腹側淡白色，背鰭及胸鰭灰色，腹鰭、臀鰭及尾鰭紅色，體長可達30公分，棲息在河川及氾濫區中等層水域，屬雜食性，以植物、藻類以及一些無脊椎動物為食，生活習性不明。